# Zelfportret

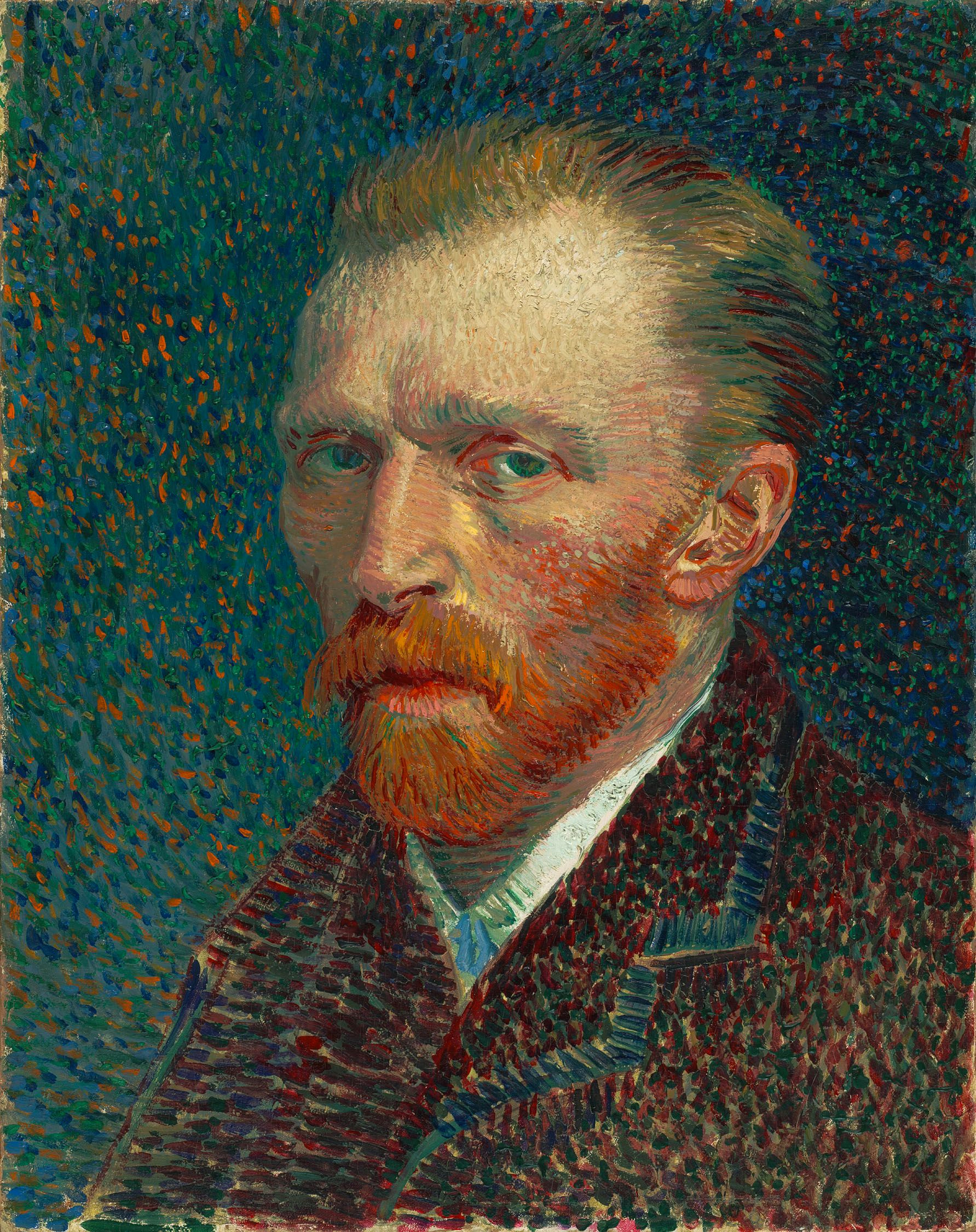
Vincent van Gogh - Zelfportret (1886), een goed voorbeeld van een zelfportret van Van Gogh, meer gericht op emotie dan op perfecte gelijkenis

Een zelfportret is een portret dat een kunstenaar (vooral kunstschilders en gespecialiseerde portretschilders) van zichzelf maakt. De allereerste teruggevonden zelfportretten zijn een half millennium oud zoals dat van Albrecht Dürer.
Om dit te bereiken wordt traditioneel voor een spiegel geposeerd, maar tegenwoordig, met het vervagen van de grenzen tussen de kunstdisciplines, kan dat bijvoorbeeld ook een filmcamera zijn.
Zelfportretten kunnen drie doelen hebben. Ten eerste het slechts afbeelden van de kunstenaar, bijvoorbeeld als statussymbool voor een mecenas, ten tweede het afbeelden van de kunstenaar in een groter tafereel, figurerend als commentaar of grap, ten derde het psychologisch benaderen van de eigen persoon. Deze drie mogelijkheden komen naargelang de tijd en smaak in andere verhoudingen voor.

## Ontstaansgeschiedenis/renaissance

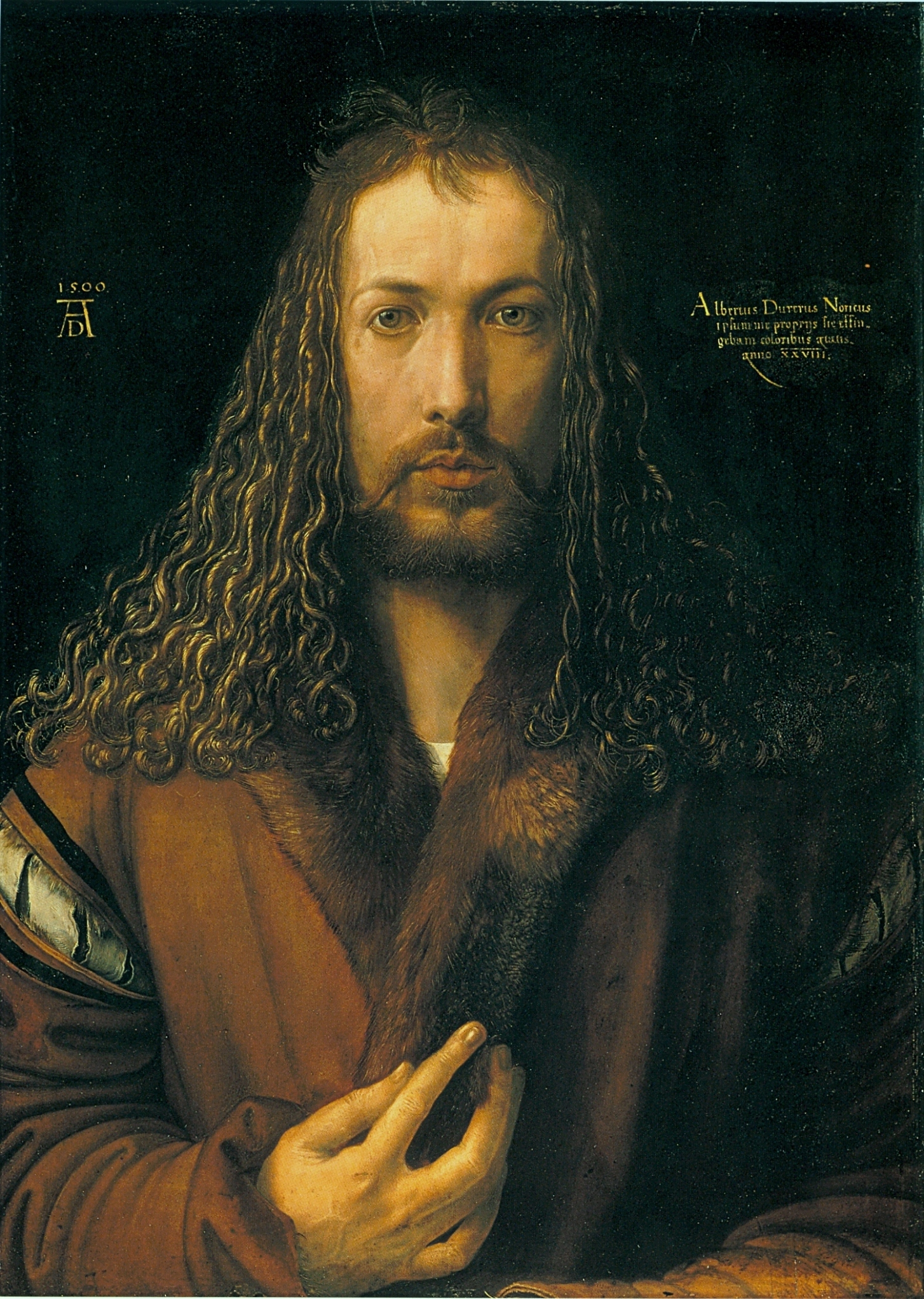
Een vroeg bewaard gebleven zelfportret van Albrecht Dürer. Hij schilderde het omstreeks 1500.

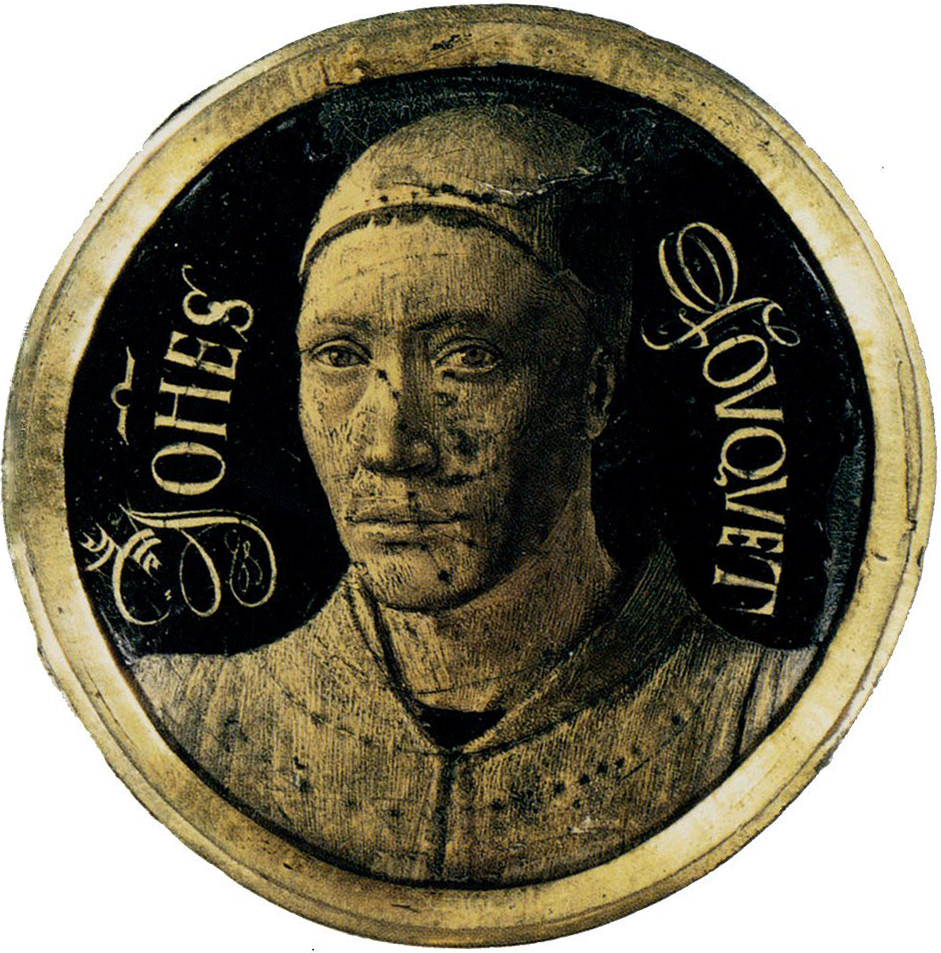
Jean Fouquet (ca. 1450)

Het zelfportret komt niet in de klassieke oudheid voor. Dit komt doordat het afbeelden van de kunstenaar interessant wordt op het moment dat de kunstenaar meer wordt dan een ambachtsman. Naarmate de waardering voor het kunstenaarschap toeneemt, neemt de status van de maker toe. Vandaar dat in de renaissance, waar deze ontwikkeling zichtbaar is en zelfportretten ontstaan.
Net als met de gewone portretkunst, ontwikkelt de zelfportretkunst zich in eerste instantie vooral in de Nederlanden. Men vermoedt dat onder meer Jan van Eyck een zelfportret geschilderd heeft, maar doordat bronnen over deze vroege kunstenaars ontbreken, evenals beschrijvingen van hun uiterlijk, blijft dit vaak onzeker. Een zelfportret van Jean Fouquet is het vroegste wat wel bewaard is gebleven. Ook Italiaanse kunstenaars als Leonardo da Vinci en Michelangelo hebben zelfportretten vervaardigd.
In de renaissance zijn twee soorten zelfportretkunst te onderscheiden. De eerste is het zelfportret als daadwerkelijke afbeelding van de schilder, zoals bij Leonardo da Vinci. Hier maakt de schilder een afbeelding van zichzelf, als studie, toonbeeld van eigen vaardigheid, prestigeobject voor een mecenas, of voor het eigen plezier. De andere is een zelfportret verwerkt in het kunstwerk, zoals Michelangelo doet op zijn fresco van het Laatste Oordeel in de Sixtijnse Kapel. Dit heeft een tweeledig doel. Ten eerste is het een grap voor ingewijden, die een extra dimensie aan het werk geeft. Ten tweede is het een manier om een boodschap over te kunnen brengen, door bijvoorbeeld een heilige op de schilder te laten lijken, zoals Michelangelo doet met zijn Laatste Oordeel, waar hij verschijnt in de huid van de heilige Bartholomeüs.

## Ontwikkeling/barok

Zelfportret van Peter Paul Rubens

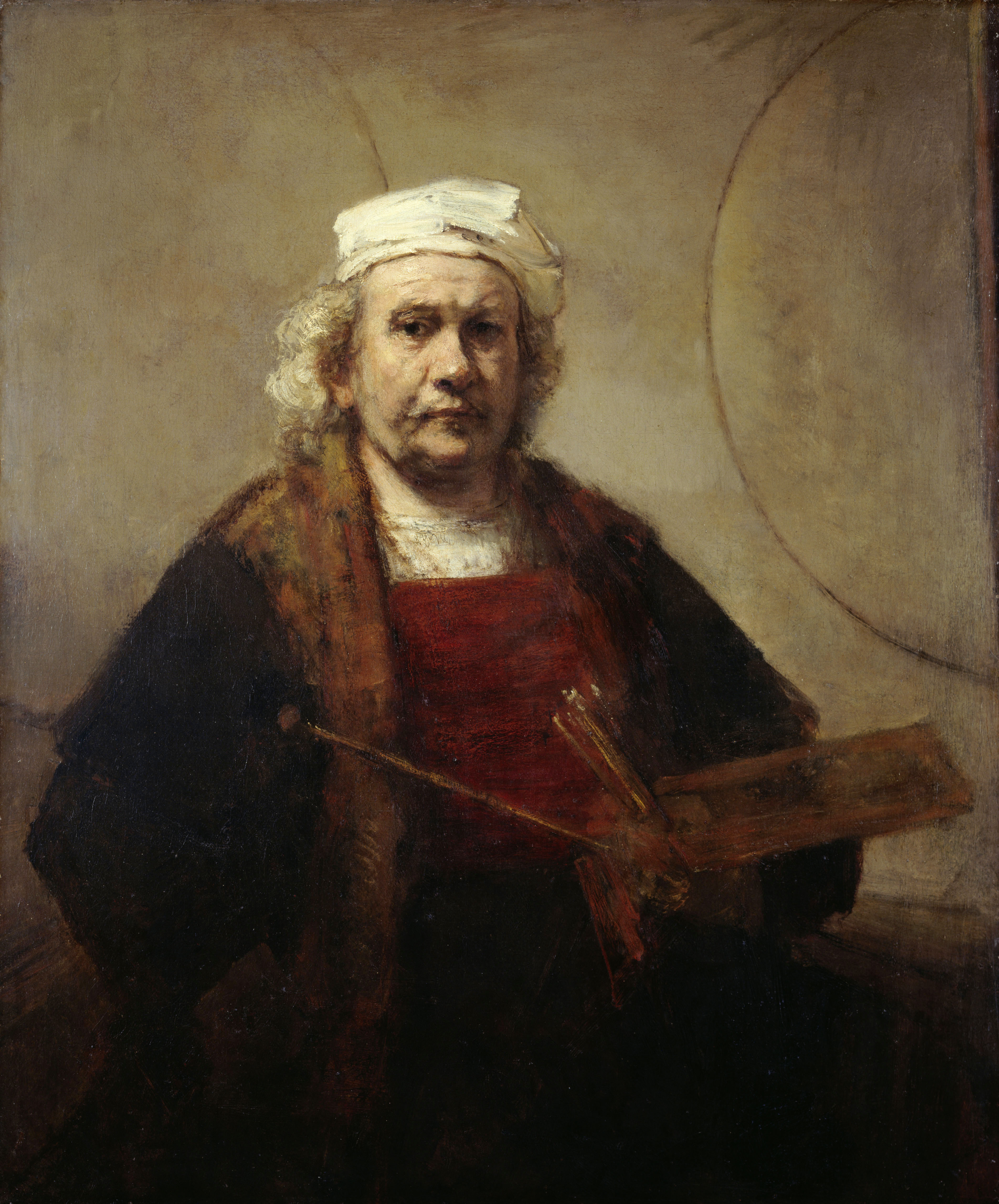
Rembrandt van Rijn - Zelfportret, tussen 1665 en 1669, een goed vroeg voorbeeld van een psychologisch zelfportret

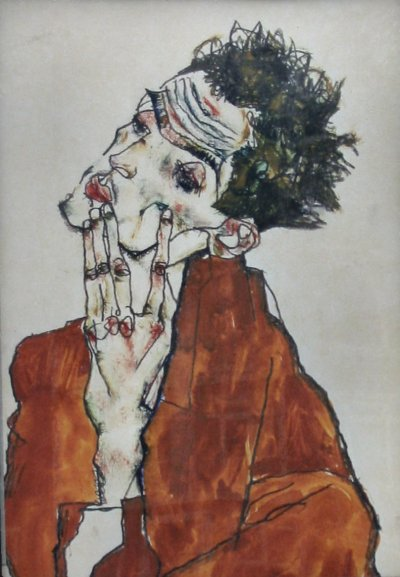
Egon Schiele - Zelfportret. Schieles werk heeft een sterk expressief, onderzoekend karakter en toont goed de verdere ontwikkeling van het zelfportret in de moderne kunst.

Later, als de reputatie van kunstenaars groter is dan die van andere handwerkmannen, wordt de eerste functie van het zelfportret, die van statussymbool, belangrijker. Schilders gaan zelfportretten maken om deze te verspreiden onder hun bewonderaars, zodat zij herkend worden en hun reputatie alleen maar beter wordt.
Met de waardering voor de kunst wordt de kunstenaar ook autonomer, waardoor er een nieuwe, derde, mogelijkheid voor het maken van een zelfportret ontstaat. Schilders, zeker de meer gefortuneerden, gaan portretten van zichzelf maken als psychologische studies van zichzelf. Ze bestuderen hun karaktertrekken en projecteren hun zelfbeeld op de figuur. Hierdoor krijgt het zelfportret een, vaak voor die tijd ongewoon, expressieve lading mee. Rembrandt van Rijn was een meester in het maken van zelfportretten en heeft er gedurende zijn leven tegen de honderd geproduceerd, meestal als afzonderlijk kunstwerk, soms als figurant in bijvoorbeeld een kruisiging. Ook in de Nachtwacht figureert een figuur die als de schilder te identificeren is.
Na de barok neemt de interesse in het zelfportret, door toedoen van de veranderende smaak, enigszins af. Kunstenaars wijden zich nu vaker aan klassieke taferelen of landschappen. Slechts enkelen, niet geïnteresseerd in de heersende normen, blijven zelfportretten maken.
Zie ook het Zelfportret van Peter Paul Rubens in het Rubenshuis te Antwerpen.

## Verdere uitwerking/impressionisme en verder
Met de opkomst van de tegendraadsere, persoonlijkere kunst van de impressionisten komt bij de kunstenaars weer meer de drang op de eigen persoon af te beelden. Deze kunstenaars werden lange tijd verguisd, waardoor ze mogelijk in hun kunst bij zichzelf te rade gingen. Door de vrijere toepassing van de verf worden de portretten expressiever van aard, waardoor de derde functie, het afbeelden van de kunstenaar als uiting van zijn geestestoestand, meer voor gaat komen.
Een kunstenaar die in dit verband genoemd moet worden is Vincent van Gogh, een postimpressionistisch schilder die zijn turbulente carrière en levensloop verbeeldt in zijn zelfportretten. Het ongewoon grote aandeel zelfportretten in zijn totale oeuvre biedt ons een goede kijk op zijn zelfbeeld en karakter. Van Gogh schreef dat hij zich niet zozeer om de gelijkenis, als wel om de artistieke waarde en de emotionele lading bekommerde. Het kleurgebruik geeft vaak weer wat hij denkt en naarmate zijn instorting naderbij komt, verstart zijn blik steeds meer.
Andere postimpressionisten, zoals Paul Gauguin en Émile Bernard ruilden zelfportretten met Van Gogh om hun waardering te tonen en als afbeelding van mensen die zij bewonderden in een tijd dat fotografie nog iets zeldzaams was.
Met de toenemende waardering voor Van Gogh en een groeiend aantal kunstenaars dat in zijn geest of onder zijn invloed verder werkte, werd het zelfportret steeds meer een aparte discipline. Egon Schiele, een Oostenrijks kunstenaar die onder invloed van Sigmund Freud en Van Gogh sterk autobiografische, psychoanalytische werken van zichzelf maakte, is hier een goed voorbeeld van. Ook Frida Kahlo en Pablo Picasso zijn voorbeelden van kunstenaars die met een instelling die niet fundamenteel verschilt van die van Van Gogh veel zelfportretten gemaakt hebben.

## Hedendaagse kunst
Met de veelheid aan expedia in de hedendaagse kunst worden behalve tekeningen, prenten en schilderijen ook veel videofilms als zelfportret gemaakt. Dit is een ontwikkeling die ongeveer gelijk met de opkomst van de videokunst begon en die de populariteit van het thema laat zien. Beoefenaars hiervan zijn bijvoorbeeld Bruce Nauman en Gilbert & George.

## Lijst van kunstenaars met een interesse in het zelfportret
Hieronder een korte lijst van enkele kunstenaars met een duidelijk uit het werk zichtbare interesse in het zelfportret. Veruit de meerderheid maakte vooral zelfportretten als psychologisch werk, maar vooral de vroegere kunstenaars figureerden regelmatig in hun werk. De meeste kunstenaars in deze lijst zijn moderne kunstenaars, wat iets zegt over de geschiktheid voor het thema van het zelfportret in combinatie met de idealen van de moderne kunst.
- Michelangelo
- Caravaggio
- Rembrandt van Rijn (zie Zelfportretten van Rembrandt)
- Jan Steen
- Diego Velázquez
- Vincent van Gogh
- Egon Schiele
- Ernst Ludwig Kirchner
- Erich Heckel
- Max Beckmann
- Pablo Picasso
- Frida Kahlo
- Francis Bacon
- Lucian Freud
- Arnulf Rainer
- Gilbert & George
- Philip Akkerman
- Cindy Sherman
- Charley Toorop